# Basler Straße (metropolitana di Monaco di Baviera)
La Basler Straße è una stazione della metropolitana di Monaco di Baviera, situata sulla linea U3, nel distretto Forstenried. La stazione fu inaugurata il 1º giugno 1991, ed ha due binari.